# От ада
„От ада“ (на английски: From Hell) (2001) е филм на режисьора Алън Хюс, който пресъздава историята за Джак Изкормвача. Джони Деп е в ролята на инспектор Фред Абърлейн - невероятно ченге, но и пристрастен към опиума мъж, който се заема с разследването на мистериозните убийства на проститутки в Лондон. Хедър Греъм в ролята на една проститутка се опитва да му помогне.
Самият Джони Деп е настоявал да изиграе тази роля – той още от малък се е интересувал от историята на Джак Изкормвача. Подготвяйки се за тази роля, той дори обикаля със специален водач по стъпките на Джак из уличките на Лондон.